# AA.20空對空飛彈
AA.20是法國北方航空公司在1956年研發成功的空對空飛彈，是西歐國家使用的第一款空對空飛彈。AA.20在1960年除役以前，共有6,000枚投入服役。

## 研發
法國在1953年開始研發AA.20，由SFECMAS簽下研發合同，後者最後被併進北方航空公司。AA.20根據SS.10型反坦克飛彈所研發，它也被稱為5103型。研發目的是為了要研發更先進的導彈，而把AA.20當成踏腳石，最後也成功研發出R.530空對空飛彈。

## 性能
AA.20採用指揮導引系統，和北方航空的反坦克飛彈是類似的系統。AA.20受發射裝置指揮，由有後掠角的固定翼負責穩定滾轉度、陀螺儀將行進方位傳送回發控制裝置。發射時由雙固體燃料火箭推送，然後由另外一具固態續航火箭接手維持速度。續航火箭的噴嘴有4片折流板來改變飛行方向，飛彈尾部裝有閃光器，在飛行途中輔助飛行員以目視導引。
134公斤重的AA.20有4公里的射程，彈頭是23公斤高爆破片型，近接信管會在距目標15公尺時將彈頭引爆。AA.20的指揮導引系統讓它成為輔助性防空武力，但不能在夜間或氣象惡劣時使用。